# Réimpression
La réimpression est une nouvelle impression d'une publication.

## Domaine académique
Dans ce contexte, la réimpression est la reproduction de documents publiés antérieurement dans des revues spécialisées (universitaires ou scientifiques).
En particulier, les réimpressions de revues scientifiques, techniques et médicales sont répandues, afin de susciter l'intérêt et la sensibilisation des lecteurs appartenant à différentes catégories sociales ou professionnelles. Traditionnellement, les réimpressions sont décidées par l'éditeur, mais il existe des services de médiation entre l'auteur et les magazines, qui proposent souvent également des services de marketing.

## Domaine de l'édition

### Réimpression
En édition, une réimpression est la production de nouveaux exemplaires d'une édition spécifique d'un livre par le même éditeur. Elle peut survenir, par exemple, pour des raisons commerciales, comme l'épuisement des stocks des entrepôts face à de nouvelles demandes. La réimpression ne doit pas être confondue avec la réédition, qui peut contenir des variations de contenu et peut également être produite par un autre éditeur.

### Réimpression anastatique
Il s'agit de la reproduction intacte d'un livre ancien ou d'un ouvrage moderne qui n'est plus disponible sur le marché ou difficile à trouver. Le volume produit est identique en termes de contenu : le format et le type de papier utilisé pour l'impression peuvent changer. Les notes typographiques et pages de titre (année et lieu d'impression, etc.) sont également celles du volume à reproduire, tandis que les notes éditoriales relatives au nouvel éditeur sont séparées.
Technique
La technique utilisée était à l'origine une technique de photo-lithographie. Le texte original est photographié pour obtenir une matrice lithographique (une dalle de pierre naturelle), puis l'impression est mise en œuvre.
La pierre est par après remplacée par d'autres supports. Actuellement, le système, toujours au format image, est majoritairement numérique.

## Bande dessinée
Les bandes dessinées, comme tout livre, sont également sujettes à réimpression. Les bandes dessinées classiques peuvent être réimprimées en retravaillant les dessins avec des techniques plus modernes.